# Courtney Peak, Antarktis
Courtney Peak är en bergstopp i Antarktis. Den ligger i Västantarktis. Chile gör anspråk på området. Toppen på Courtney Peak är 1 060 meter över havet.
Terrängen runt Courtney Peak är huvudsakligen kuperad, men västerut är den platt. Trakten är obefolkad. Det finns inga samhällen i närheten.